# Лурд (фільм, 2009)
«Лурд» (фр. Lourdes) — фільм 2009 року режисера Джесіки Гауснер. Він отримав премію «Віденського міжнародного кінофестивалю» (Viennale) 2009 року за найкращий фільм.

## Зміст
Головна героїня фільму Христина — молода жінка в інвалідному візку, хвора на  розсіяний склероз. Любить подорожувати. До Люрду приїхала з чисто практичних міркувань, сподіваючись, що там принаймні буде гарантована добра опіка. Вона бере участь у всіх заходах паломництва: відвідує базиліку в міжнародному натовпі, присутня на месі, дивиться фільм про людину, яку зцілив вхід до печери, де Бернадетті з'явилася Діва Марія у біло-синіх шатах.
Одного разу вночі Христині приснилася Пресвята Богородиця. У ході зустрічі зі священиком Христина відверто сказала, що заздрить здоровим людям, нікому не співчуває, і хотіла би вести нормальне життя.
Одного ранку Христина прокидається здоровою. Віруючі називають це дивом, однак медики відзначають, що при розсіяному склерозі бувають тимчасові поліпшення. Деякі з інших інвалідів починають заздрити Христині. А між тим у неї зав'язуються стосунки зі старшим групи паломників Куно.
Фільм закінчується балом для паломників. Танцюють ті, хто недавно стояв у черзі до печери: з хворим тілом або душею, або просто цікаві.

## Ролі виконують
- Сільвія Тестю —  Христина
- Бруно Тодескіні —  Куно з Мальтійського ордену
- Еліна Льовензон —  сестра Сесилія з Мальтійського ордену
- Леа Сейду —  Марія, молода сестра-жалібниця з Мальтійського ордену, яка доглядає за Христиною
- Жилет Барб'є —  пані Гартл, яка прагне отримати вигоду з дива
- Герард Лібман[de] —  отець Нігль

## Звукова доріжка
- «Аве Марія» — Франц Шуберт
- «Звертаюся до тебе, Господе, Ісусе Христе» (Ich ruf' zu dir, Herr Jesu Christ, BWV 639, зі збірника «Das Orgelbüchein») — Йоганн Себастьян Бах
- «Токката і фуга ре мінор» (BWV 565) — Йоганн Себастьян Бах
- «Insieme noi» — муз. Енріко Рікарді, сл. Луїджі Альбертеллі
- «Щастя» (Felicità) — муз. Джіно Де Стефані і Даріо Фаріна, сл. Крістіано Мінелоно
- «Я хліб» (Ego sum panis) — інтерпретація  Фредерік Дюпюї
- «Свята ніч» (O sacrum convivium) — інтерпретація  Фредерік Дюпюї

## Навколо фільму
- Французьке місто Лурд є другим після Ватикану паломницьким центром. Воно розміщене у мальовничій місцевості Верхніх Піренеїв і щорічно приймає приблизно 6 мільйонів паломників з усього світу. Вони спалюють 700 тонн свічок і з'їдають близько 2,5 мільйони просфор.

## Нагороди
Фільм «Лурд» виграв:

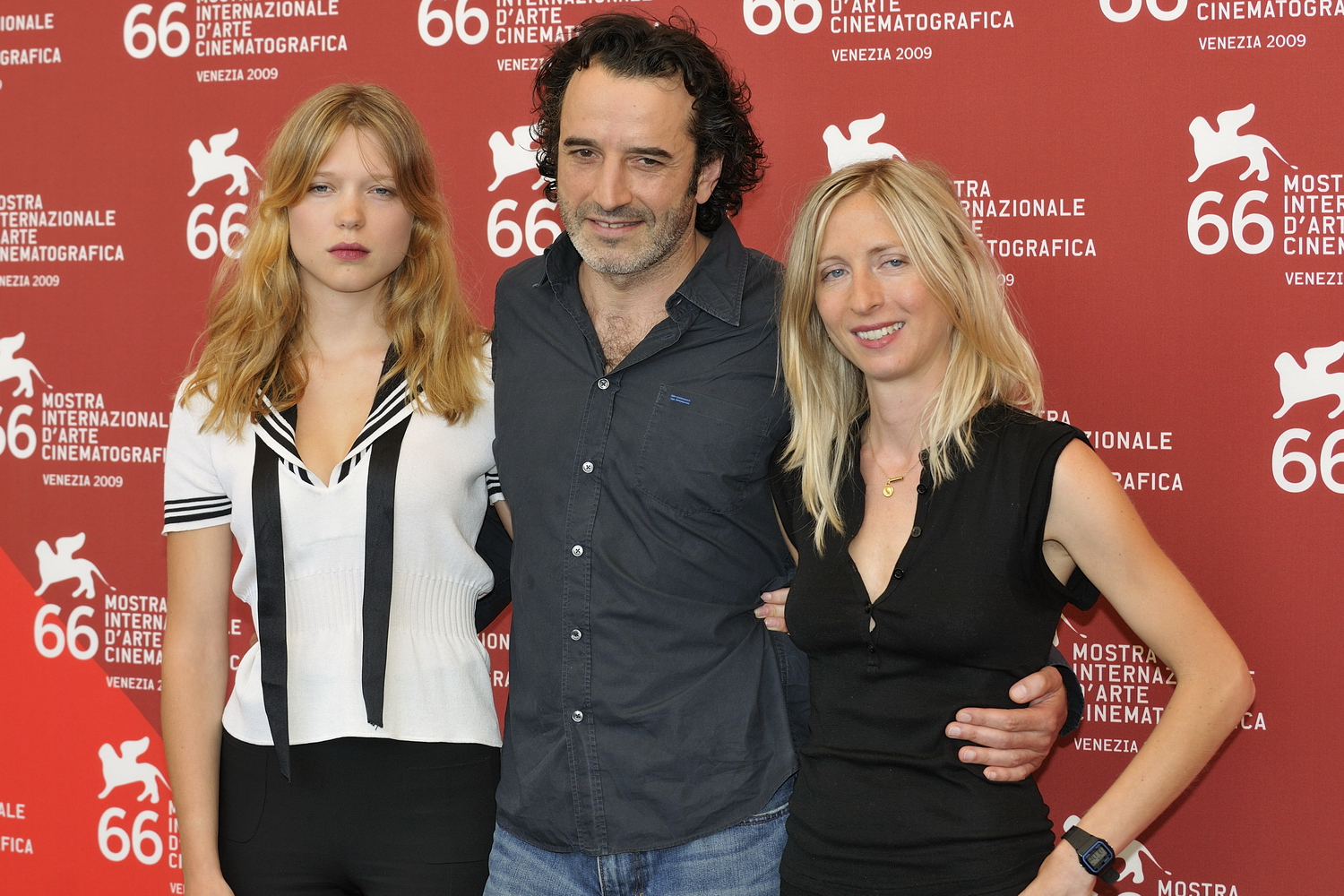
Леа Сейду, Бруно Тодескіні і Джессіка Гауснер на Міжнародному кінофестивалі у Венеції. 2009

- 2009  Гран-прі 25-го Варшавського міжнародного кінофестивалю.[2]
- 2009 Приз Міжнародної федерації кінопреси (Fédération internationale de la presse cinématographique, FIPRESCI) на 66-му Венеційському кінофестивалі за найкращий фільм конкурсної програми
- 2010 Європейський кіноприз найкращій акторціі Сільвії Тестю за роль Крістіни у фільмі «Лурд»